# Frank Haller (Staatsrat)
Frank Haller (* 9. Oktober 1943 in Bremen; † 18. April 2024 ebenda) war ein deutscher Wirtschaftswissenschaftler und Bremer Staatsrat (parteilos) für Wirtschaft.

## Biografie
Haller absolvierte sein Abitur am Alten Gymnasium Bremen, studierte Wirtschaftswissenschaften und promovierte zum Dr. rer. pol an der Universität Münster.
Er war beim Bremer Senator für Wirtschaft und Außenhandel u. a. in den 1970er/1980er Jahren als Referatsleiter Planungsbeauftragter und Abteilungsleiter und Senatsrat Planung/Grundsatzfragen tätig sowie Institutsleiter des Bremer Ausschusses für Wirtschaftsforschung (BAW).
1987 wurde er als Parteiloser Nachfolger von Friedrich Hennemann (SPD) Senatsdirektor, später (ab 1991) Staatsrat als Stellvertreter der Senatoren für Wirtschaft Uwe Beckmeyer (bis 1991) (SPD), Claus Jäger (bis 1995) (FDP), Hartmut Perschau (bis 1997) (CDU) und Josef Hattig (bis 1999) (CDU). Seine Nachfolgerin wurde Sibylle Winther (CDU). Maßgeblich beeinflusste er das Wirtschaftspolitische Aktionsprogramm Bremen (WAP) und das Investionssonderprogramm (ISP). Dabei wurden neue Gewerbegebiete erschlossen, u. a. der Technologiepark an der Universität Bremen und das Airport-Gelände am Flughafen Bremen. Das Musicaltheater Bremen entstand in seiner Zeit und der Tourismusbereich wurde ausgebaut sowie in Bremerhaven das Quartier der Havenwelten. 1989/90 lehnte er eine Berufung als Stadtrat in Bremerhaven ab. 1992 wurde er zum Honorarprofessor an der Universität Bremen ernannt. Kurze Zeit interessierte er sich 1995/97 für die SPD-Abspaltung Arbeit für Bremen und Bremerhaven, schloss sich aber der zunächst erfolgreichen Regionalpartei nicht an. Er war nach der Zeit als Staatsrat am Anfang der 2000er Jahre (bis um 2007) Chef des regionalwirtschaftlichen Kompetenzzentrums BAW Institut für regionale Wirtschaftsforschung.
Er wurde bezüglich seiner Motive für seine Arbeit zitiert mit dem Satz: „Bremen bedeutet für mich seit jeher persönliche, wirtschaftliche und politische Heimat. Ich will zukünftig nicht von Hamburg oder Hannover regiert werden“.
Haller war mit Marlene Haller verheiratet und privat wie seine Frau ein Fan von Rennpferden und von Irland. Das Ehepaar hat eine Tochter.

### Weitere Mitgliedschaften
- Stellvertretender Aufsichtsratsvorsitzender der Stadthalle Bremen
- Mitglied im Aufsichtsrat der Flughafen Bremen Gesellschaft
- Wirtschaftsförderungsgesellschaft Bremen (WfG)
- Bremer Rennverein

## Werke
- mit Anke Breitlauch und Alfred Lüneburg: Havenwelten Bremerhaven. Eine-Stadt erfindet sich neu. Wirtschaftsverl. NW, Bremerhaven 2009
- Das Unternehmen Bremen: Strukturwandel im Wettbewerb. In: Zeitschrift für empirische Wirtschaftsforschung, München 1999.
- mit Kurt Rossa, Ernst Müller-Hermann, Hans Koschnick, Rolf Speckmann, Richard Lahmann u. a.: Für Bremen. Eine kritische Standortbestimmung, Hauschild, Bremen 1991
- Sozialistische Akkumulations- und Wachstumstheorie: Zur Kritik d. polit. Ökonomie d. Sozialismus in d. DDR. Wirtschaftswissenschaftliche Veröffentlichungen; Bd. 35, Osteuropa-Institut - Berli 1974